# Stefano Fiore
Stefano Fiore (17. duben 1975 Cosenza, Itálie) je bývalý italský fotbalový záložník. Od roku 2019 je technickým ředitelem v Perugii a poté i v Pescaře.

## Klubová kariéra
Fotbalovou kariéru začal v Cosenze, kde hrál do roku 1994. Poté jej koupila Parma se kterou odehrál první své zápasy v nejvyšší lize a také v poháru UEFA kterou pomohl vyhrát. V následujících dvou sezonách byl odeslán na hostování, nejprve do Padovy a poté do Chieva. Po návratu do Parmy se stal hlavním hráčem v základní sestavy. V sezoně 1998/99 vyhrál druhý pohár UEFA.
Po úspěšné sezoně jej koupilo Udinese. I zde byl důležitým hráčem. Po dvou sezonách jej koupilo za 25 milionů Euro Lazio. Za Biancocelesti odehrál tři sezony a jedinou trofej získal v sezoně 2003/04 a to italský pohár.
V roce 2004 odešel do Španělského klubu Valencia. Hned pomohl k vítězství evropskému superpoháru. Jenže po neúspěšné sezoně, která skončila 7. místem v lize, se klub rozhodl jej poslat na hostování. Nejprve do Fiorentiny a poté do Turína a Livorna. V roce 2007 mu skončila smlouva ve Valencii a mohl tak odejít zadarmo do druholigové Mantovy. Po jedné odehrané sezoně v klubu skončil a nové angažmá našel až v roce 2009. Vrátil se do rodného města Cosenza. Po dvou sezonách se rozhodl ukončit kariéru.

## Přestupy
- z Cosenza do Parma za 750 000 Euro
- z Parma do Padova za 1 500 000 Euro
- z Padova do Chievo za 850 000 Euro
- z Chievo do Parma za 1 000 000 Euro
- z Parma do Udinese za 9 700 000 Euro
- z Udinese do Lazio za 25 000 000 Euro
- z Lazio do Valencia za 17 000 000 Euro

## Hráčská statistika
| Sezóna  | Klub       | Liga                 | Liga   | Liga | Ligové poháry | Ligové poháry | Ligové poháry | Kontinentální poháry | Kontinentální poháry | Kontinentální poháry | Celkem | Celkem |
| Sezóna  | Klub       | Soutěž               | Zápasy | Góly | Soutěž        | Zápasy        | Góly          | Soutěž               | Zápasy               | Góly                 | Zápasy | Góly   |
| ------- | ---------- | -------------------- | ------ | ---- | ------------- | ------------- | ------------- | -------------------- | -------------------- | -------------------- | ------ | ------ |
| 1993/94 | Cosenza    | Serie B              | 11     | 1    | IP            | 1             | 0             |                      | 0                    | 0                    | 12     | 1      |
| 1994/95 | Parma      | Serie A              | 8      | 1    | IP            | 6             | 0             | UEFA                 | 6                    | 0                    | 20     | 1      |
| 1995/96 | Padova     | Serie A              | 24     | 1    | IP            | 1             | 0             | -                    | 0                    | 0                    | 25     | 1      |
| 1996/97 | Chievo     | Serie B              | 38     | 2    | IP            | 2             | 1             | -                    | 0                    | 0                    | 40     | 3      |
| 1997/98 | Parma      | Serie A              | 26     | 1    | IP            | 7             | 1             | LM                   | 6                    | 0                    | 39     | 2      |
| 1998/99 | Parma      | Serie A              | 28     | 1    | IP            | 9             | 0             | UEFA                 | 10                   | 2                    | 47     | 3      |
| 1999/00 | Udinese    | Serie A              | 33     | 9    | IP            | 1             | 0             | UEFA                 | 8                    | 1                    | 42     | 10     |
| 2000/01 | Udinese    | Serie A              | 34     | 9    | IP            | 6             | 0             | Int.+UEFA            | 1+4                  | 0                    | 45     | 9      |
| 2001/02 | Lazio      | Serie A              | 30     | 3    | IP            | 2             | 0             | LM                   | 8                    | 2                    | 40     | 5      |
| 2002/03 | Lazio      | Serie A              | 33     | 6    | IP            | 5             | 1             | UEFA                 | 8                    | 2                    | 46     | 9      |
| 2003/04 | Lazio      | Serie A              | 32     | 8    | IP            | 7             | 6             | LM                   | 8                    | 2                    | 47     | 16     |
| 2004/05 | Valencia   | Primera División     | 20     | 2    | ŠP+ŠS         | 1             | 0             | LM+UEFA+ES           | 3+1+0                | 0                    | 27     | 2      |
| 2005/06 | Fiorentina | Serie A              | 38     | 6    | IP            | 3             | 1             | -                    | 0                    | 0                    | 41     | 7      |
| 2006/07 | Turín      | Serie A              | 19     | 1    | IP            | 0             | 0             | -                    | 0                    | 0                    | 19     | 1      |
| 2007    | Livorno    | Serie A              | 16     | 2    | IP            | 0             | 0             | UEFA                 | 2                    | 0                    | 18     | 2      |
| 2007/08 | Mantova    | Serie B              | 24     | 3    | IP            | 0             | 0             | -                    | 0                    | 0                    | 24     | 3      |
| 2009/10 | Cosenza    | Lega Pro 1 Divisione | 20     | 4    | IP            | 0             | 0             |                      | 0                    | 0                    | 20     | 4      |
| 2010/11 | Cosenza    | Lega Pro 1 Divisione | 24     | 5    | IP            | 2             | 0             |                      | 0                    | 0                    | 26     | 5      |
| Celkem  | Celkem     | Celkem               | 462    | 65   | -             | 55            | 10            | -                    | 71                   | 11                   | 588    | 86     |

## Reprezentační kariéra
Za Itálii odehrál 38 utkání a vstřelil dvě branky. První utkání odehrál 23. února 2000 proti Švédsku (1:0). Trenér Dino Zoff jej nominoval na ME 2000, kde odehrál všechna utkání a vstřelil jednu branku. Domů si odvezl stříbrnou medaili. Byl i na ME 2004. Odehrál všechna utkání ale skočil hned ve skupině. Poslední zápas odehrál 9. října 2004 proti Slovinsko (0:1).

### Statistika na velkých turnajích
| Reprezentace | Rok     | Zápasy             | Zápasy | Zápasy     | Zápasy           | Zápasy           | Zápasy            |
| Reprezentace | Rok     | Fáze turnaje       | Datum  | Soupeř     | Odehraných minut | Vstřelené branky | Výsledek          |
| ------------ | ------- | ------------------ | ------ | ---------- | ---------------- | ---------------- | ----------------- |
| Itálie       | ME 2000 | 1 zápas ve skupině | 11. 6. | Turecko    | 75               | 0                | 2:1               |
| Itálie       | ME 2000 | 2 zápas ve skupině | 14. 6. | Belgie     | 83               | 1                | 2:0               |
| Itálie       | ME 2000 | 3 zápas ve skupině | 19. 6. | Švédsko    | 26               | 0                | 2:1               |
| Itálie       | ME 2000 | Čtvrtfinále        | 24. 6. | Rumunsko   | 90               | 0                | 2:0               |
| Itálie       | ME 2000 | Semifinále         | 29. 6. | Nizozemsko | 83               | 0                | 0:0 (3:1) na pen. |
| Itálie       | ME 2000 | Finále             | 2. 7.  | Francie    | 53               | 0                | 1:2 v (prodl.)    |
| Itálie       | ME 2004 | 1 zápas ve skupině | 14. 6. | Dánsko     | 22               | 0                | 0:0               |
| Itálie       | ME 2004 | 2 zápas ve skupině | 18. 6. | Švédsko    | 20               | 0                | 1:1               |
| Itálie       | ME 2004 | 3 zápas ve skupině | 22. 6. | Bulharsko  | 90               | 0                | 2:1               |

## Úspěchy

### Klubové
- 2× vítěz italského poháru (1998/99, 2003/04)
- 2× vítěz poháru UEFA (1994/95, 1998/99)
- 1x vítěz evropského superpoháru (2004)
- 1× vítěz poháru Intertoto (2000)

### Reprezentační
- 2× na ME (2000 – stříbro, 2004)

### Vyznamenání
Řád zásluh o Italskou republiku (2000)